# Asia Luna Mohmand
Asia Luna Alabama Mohmand (* 31. August 1999) ist eine Schauspielerin und Synchronsprecherin. Sie ist die Tochter des Regisseurs und Drehbuchautors Christian Alvart.

## Werdegang
Asia Luna Mohmand spielte in mehreren Filmen ihres Vaters, darunter Pandorum (2009) sowie die Tatort-Folgen Borowski und der coole Hund (2011) und Willkommen in Hamburg (2013). 2010 synchronisierte sie im computeranimierten Fernsehfilm Das Bild der Prinzessin die Titelrolle der Prinzessin. 

## Filmografie (Auswahl)
- 2009: Pandorum
- 2009: Hungerwinter – Überleben nach dem Krieg
- 2009: Hast Du noch was vor? – Abenteuer Quaks
- 2010: 8 Uhr 28
- 2010: Das Bild der Prinzessin
- 2011: Tatort – Borowski und der coole Hund
- 2012: Der Landarzt (Staffel 21, Folge 7: Die Zerreißprobe)
- 2013: Tatort – Willkommen in Hamburg
- 2019: Freies Land
- 2020: Sløborn